# Christoph Heinrich von Wülcknitz

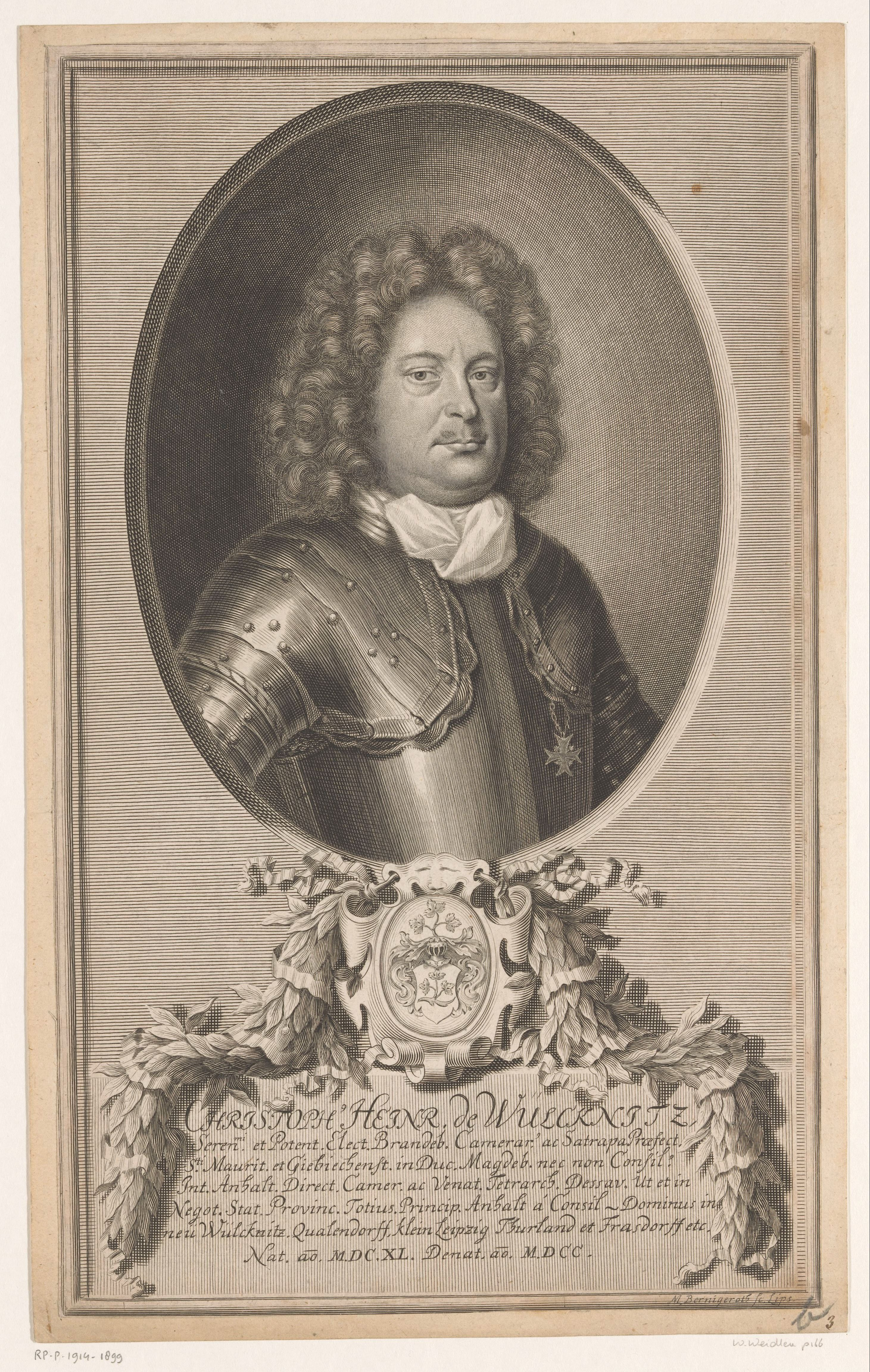
Christoph Heinrich von Wülcknitz auf einem Kupferstich von Martin Bernigeroth

Christoph Heinrich von Wülcknitz (* 1640 in Quellendorf; † 27. November 1700 in Dessau) war ein deutscher Kammerherr, Kammerjäger und Geheimer Rat, welcher als Amtshauptmann und als Kommandant der Moritzburg diente.

## Leben

### Herkunft und Familie
Von Wülcknitz entstammte dem uradeligen Adelsgeschlecht Wülknitz aus Anhalt. Er war Sohn des Christoph Ernst von Wülknitz († 1641), welcher der zweite Sohn des Hans V. von Wülknitz († 1622) war, und dessen Ehefrau Maria von Krosigk, Tochter des Friedrich von Krosigk. Ein Onkel war Karl von Wülknitz. 1674 heiratete er in Dresden Sophie Eleonore, geb. von Bomstorff. Das Ehepaar hatte drei Söhne und eine Tochter, darunter den preußischen Hauptmann Carl Heinrich (* 1678; † 1704 bei der Schlacht von Höchstädt), und den Grafen und Hofmarschall, Leopold August von Wülknitz.

### Karriere
Von Wülcknitz wirkte als Jägermeister am anhaltischen Hofe, bis er zum Kammerrat und dann zum Kammerdirektor befördert wurde. Fürst Leopold I. von Anhalt-Dessau beauftragte ihn mit wichtigen Geschäften. Später wurde er beim Kurfürsten Friedrich Wilhelm auch Kammerherr und Amtshauptmann zu Calbe, Gottesgnad, Aken, Moritzburg und Gibichenstein und als Kommandant der Moritzburg und Giebichenstein in Halle. In Anhalt war er auch noch Geheimer Rat, Kammerdirektor und Oberjägermeister. Er wurde mit mehreren Gütern belohnt, darunter Qualendorff bei Klein-Leipzig. Er starb an einem Schlaganfall.
Nach seinem Tode übernahm Fürst Leopold I. von Anhalt-Dessau im Jahre 1708 sein Vorwerk in Neu-Wülcknitz.